# Брюно Бланше
Брюно Бланше (1760–1822) — тимчасовий президент Республіки Гаїті на початку 1807 року.

## Політична кар'єра
Коли Жан-Жак Дессалін вирішив провести аграрну реформу на користь колишніх безземельних рабів, його було вбито 17 жовтня 1806 року за змовою на чолі з Александром Петіоном та Жаном-П'єром Буайє. Брюно Бланше за цих обставин виступав посередником у стосунках з північним урядом Анрі Крістофа.
Після відокремлення північної частини країни на чолі з королем Анрі, на півдні було встановлено республіку під військовим керівництвом Александра Петіона. Однак, упродовж перших місяців 1807 року, пост глави держави офіційно був вакантним і Бланше став тимчасовим президентом Республіки Гаїті.
10 березня 1807 року на пост президента був офіційно обраний Александр Петіон. Він призначив Брюно Бланше на посаду генерального секретаря уряду Гаїті..